# Margaromma obscurum
Margaromma obscurum là một loài nhện trong họ Salticidae.
Loài này thuộc chi Margaromma. Margaromma obscurum được Eugen von Keyserling miêu tả năm 1882.